# ریور دور، کنت
ریور دور، کنت (به انگلیسی: River Dour, Kent) رودخانه‌ای است که در انگلستان جریان دارد.